# Grad Bjelovar
Grad Bjelovar är en stad i Kroatien.   Den ligger i länet Bjelovar-Bilogoras län, i den nordöstra delen av landet, 70 km öster om huvudstaden Zagreb.